# Люба Ґой
Лю́ба Ґой (англ. Luba Goy, нар. 8 листопада 1945, Гальтерн-ам-Зее, Німеччина) — канадська акторка-комік українського походження, зірка канадського сатиричного телерев'ю «Королівський канадський повітряний фарс» (англ. Royal Canadian Air Farce).

## Життєпис
Народилася в родині українських біженців, прибула з батьками до Канади в 1951 році, дитинство провела в місті Оттава. У 1967-70 вивчала театральне мистецтво в монреальській Національній театральній школі Канади (англ. National Theatre School), деякий час виступала на сцені Стретфордського шекспірівського фестивалю у м. Стретфорд, провінція Онтаріо.
З 1970-х років часто виступає на радіо- телепередачах Державної радіотелекомпанії Канади Сі-Бі-Сі (англ. СВС). Виступала на сценах Канади в п'єсі «Така собі комедія» (англ. Just a Kommedia) авторства Н. Рильського, у 1980-х роках грала роль в українському художньому фільмі «Відьма», озвучувала ролі героїв мультфільмів, знімалася в навчальній телепрограмі з використання комп'ютерів, яка транслювалася по США і Канаді.
Вільно володіє українською, активна в канадсько-українському житті.

## Нагороди
Виступаючи в складі комедійної програми «Королівський канадський повітряний фарс», яка є дуже популярною в Канаді, Любу нагороджено призом Джуно: була однією із перших жінок Канади, яка потрапила до «Холу Пошани міжнародного гумору». 1993 року разом з іншими акторами «повітряного фарсу» отримала почесний ступінь доктора від Брокського університету, а 1996 року — нагороду за видатні досягнення жінок у кіно та на телебаченні.

## Фільмографія
- к/ф «Відьма» (1990)
- «Королівський канадський повітряний фарс» (англ. Royal Canadian Air Farce)
- д/ф «Голодомор: голоси свідків»
- Люба Ґой(англ.)